# Calhoun megye (Alabama)
Calhoun megye az Amerikai Egyesült Államokban, azon belül Alabama államban található. Megyeszékhelye és legnagyobb városa Anniston.
Az Alabama északkeleti részén található Calhoun megyében található Anniston városa, amely a tizenkilencedik század végén és a huszadik század elején élen járt a textil- és vasércgyártásban.  Calhoun megyében két jelentős katonai létesítmény is található, a már leállított Fort McClellan és az Anniston Army Depot. Az Ayers család által alapított és irányított Anniston Star élen járt a szegregációellenes újságírásban a polgárjogi mozgalom idején.  Elise Ayers Sanguinetti újságíró és írónő élete nagy részét Calhoun megyében töltötte családja újságkiadójában.  A megyét egy választott öttagú bizottság irányítja, és hét bejegyzett közösséget is magába foglal, mindegyiket egy polgármester és egy városi tanács irányítja. 
Lakosainak száma 116 441 fő (2020. április 1.). Calhoun megye Cherokee, Cleburne, Talladega, St. Clair és Etowah megyékkel határos.

## Története
Calhoun megyét 1832. december 18-án alapították. A megyét eredetileg Benton megyének nevezték el Thomas Hart Benton missouri szenátor tiszteletére, aki a nyugati terjeszkedés és a rabszolgaság intézményének védelmezője volt.  Miután Benton az 1850-es években a rabszolgaság ellenzőjévé vált, Alabama rabszolgaság párti többsége megszavazta, hogy a megye nevét Calhounra változtassák a radikális John C. Calhoun tiszteletére. Mielött az állam megalakult a területen Creek és Cherokee indiánok éltek. 1813-ban a megye az 1813-1814-es creekháború egyik első csatájának helyszíne volt, amikor is Andrew Jackson tábornok elrendelte, hogy John Coffee tábornok elpusztítsa Tallasseehatchee Creek városát, amely a mai Alexandria közösségben található.  A támadás során, amely válasz volt a Fort Mims mészárlásra, az amerikai erők és a szövetségeseik 187 férfit, nőt és gyermeket mészároltak le a városban.  A polgárháború alatt a helyi szenátor, John Tyler Morgan felállította és megszervezte az 51. alabamai lovasságot, amely a tábornokkal harcolt. Emellett a háború egyik legelismertebb katonája, John Pelham őrnagy, más néven "Gallant Pelham" Calhoun megyében született, és a megye 10. alabamai önkéntesei és a Calhoun Sharpshooters (az 5. alabamai zászlóalj B társasága) egyaránt szolgáltak a polgárháborúban. A területet ahol a mai Calhoun megye található a Creekek az 1832. márciusi cussetai szerződésben átengedték a szövetségi kormánynak.
A Calhoun megye gazdag érclelőhelyei a területre vonzották, Daniel Tyler-t, a Connecticutból érkezett egykori uniós tábornokot és az angol Samuel Noble-t 1872-ben összeálltak, hogy megalapítsák a Woodstock Iron Company-t.  A két férfi a megye dél-középső részén építette fel az általuk "ideális" ipari közösségnek tartott települést.  Eredetileg "Annie városának" hívták Tyler menye után, a város nevét végül Annistonra rövidítették.  1893-ra a közösség két vaskemencét, egy pamut textilgyárat, iskolákat, parkokat, kövezett utcákat, vízrendszert és Alabama állam első elektromos világítási rendszerét tartalmazta.  Az 1880-as évekre ez volt az állam leggyorsabban növekvő városa, ami arra késztette az atlantai újságírót és a New South vezetőjét, Henry Gradyt, hogy "Új Dél mintavárosának" nevezze.  Az 1920-as évekre a városban a 13 vasöntöde mellett több textilgyárat is építettek, Anniston volt a világ legnagyobb öntöttvas cső gyártója ebben az időben.
A század későbbi szakaszában Anniston a címlapra került, amikor a Ku Klux Klan 1961-ben anyák napján felgyújtott egy buszt, amelyen feketék utaztak. A polgárjogi korszakban a The Anniston Star újság a kevés liberális újság egyikeként szerzett hírnevet Alabamában.  2002-ben Anniston ismét a címlapra került, amikor a Washington Post arról számolt be, hogy a Monsanto multinacionális vegyipari vállalat, amely az 1930-as években megvásárolta a PCB-ket gyártó céget, mérgező hulladékot és PCB-ket engedet a közeli patakokba.  A Monsanto üzem közelében élő több  polgár csoportos pert indított a cég ellen.  2003-ban az Anniston-i Army Depot-ot is hasonló kritika érte a vegyi fegyverek ártalmatlanítása közben szennyezik a környezetet.

## Népesség
A 2020-as népszámlálási becslések szerint Calhoun megye lakossága 116 441 fő volt.  A következő eloszlás szerint.
| Rassz            | lélekszám | százalék | rangsor az állam 67 megyéje közül |
| ---------------- | --------- | -------- | --------------------------------- |
| Teljes           | 116441 fő | 2,31     | 10                                |
| Fehér            | 79519 fő  | 68,3     | 34                                |
| Afroamerikai     | 25365 fő  | 21,8     | 34                                |
| Spanyol          | 5010 fő   | 4,8      | 24                                |
| Több rasszú      | 4568 fő   | 3,9      | 17                                |
| Ázsiai           | 1164 fő   | 1,0      | 15                                |
| Őslakos és egyéb | 815 fő    | 0,7      | 19                                |

A megyeszékhely, Anniston lakossága a becslések szerint 21 518 fő volt.
  További jelentős települések a megyében Jacksonville, Oxford, Piedmont és Weaver.  
A háztartások medián jövedelme Calhoun megyében 50 128 dollár volt, szemben az állam egészének 52 035 dollárjával, az egy főre jutó jövedelem pedig 26 238 dollár volt, szemben az állam egészének 28 934 dollárjával.
A megye népességének változása:
| Lakosok száma | 118 448 | 117 769 | 117 253 | 116 736 | 115 620 | 116 441 |
|               | 2010    | 2011    | 2012    | 2013    | 2015    | 2020    |

## Gazdaság
Mint sok alabamai megye, Calhoun megyében is a mezőgazdaság volt a lakosság fő bevételi forrása a 19. században.  A helyi gazdák főként gyapotot, kukoricát és búzát termesztettek, és 1836-ban nyílt meg az első őrleménymalom, a Tallaseehatchee Creek-en található Aderholdt's Mill. 1890-ben a megye északi részén található Piemont város vezetői megalakították a Piemont Land and Improvement Company-t, amely sikeres gyapotüzemet és szállodát épített a városon áthaladó vasútvonalak mentén.  Ezenkívül Calhoun megye ásványi gazdagsága ideális helyszínné tette a megyét számos vasércöntöde számára.  Anniston városát 1872-ben alapították mintaipari közösségként, és a századfordulóra az öntöttvas- és textilipar gazdasági központjává vált.  1917-ben az Egyesült Államok Hadügyminisztériuma létrehozta a McClellan tábort, hogy az I. világháborúba küldött katonák kiképzését biztosítsák. 1929-ben a hadsereg Fort McClellan-ra változtatta a nevét, és 1940-ben a körülbelül 500 000 második világháborúba küldött katonák közül az elsőket itt képezték ki.  Fort McClellan mellett a hadügyminisztérium 1940-ben létrehozta az Anniston Army Depotot is. 1972-ben Annistonban megalapították a híres Alabama Shakespeare Fesztivált, amely egészen 1985-ig Montgomerybe költözéséig itt került megrendezésre.

## Foglalkoztatás
A 2020-as népszámlálási becslések szerint Calhoun megyében a munkaerő a következő ipari kategóriák között oszlik meg:
- Oktatási szolgáltatások, valamint egészségügyi és szociális segélyek (22,7 százalék)
- Feldolgozóipar (18,1 százalék)
- Kiskereskedelem (13,2 százalék)
- Művészetek, szórakoztatás, rekreáció, valamint szállás- és étkezési szolgáltatások (8,5 százalék)
- Közigazgatás (7,7 százalék)
- Szakmai, tudományos, gazdálkodási, igazgatási és hulladékgazdálkodási szolgáltatások (6,9 százalék)
- Építőipar (5,2 százalék)
- Szállítás és raktározás, valamint közművek (4,3 százalék)
- Egyéb szolgáltatások, kivéve a közigazgatást (4,4 százalék)
- Pénzügy és biztosítás, valamint ingatlan, bérbeadás és lízing (3,8 százalék)
- Nagykereskedelem (2,6 százalék)
- Információ (1,3 százalék)
- Mezőgazdaság, erdőgazdálkodás, halászat és vadászat, valamint kitermelő (1,3 százalék)

## Oktatás
A Calhoun megyében 39 iskola és 15 magániskola található. A Jacksonville State University egy nyilvános koedukációs egyetem Jacksonville-ben, amelyet 1883-ban alapítottak State Normal School néven.

## Földrajz

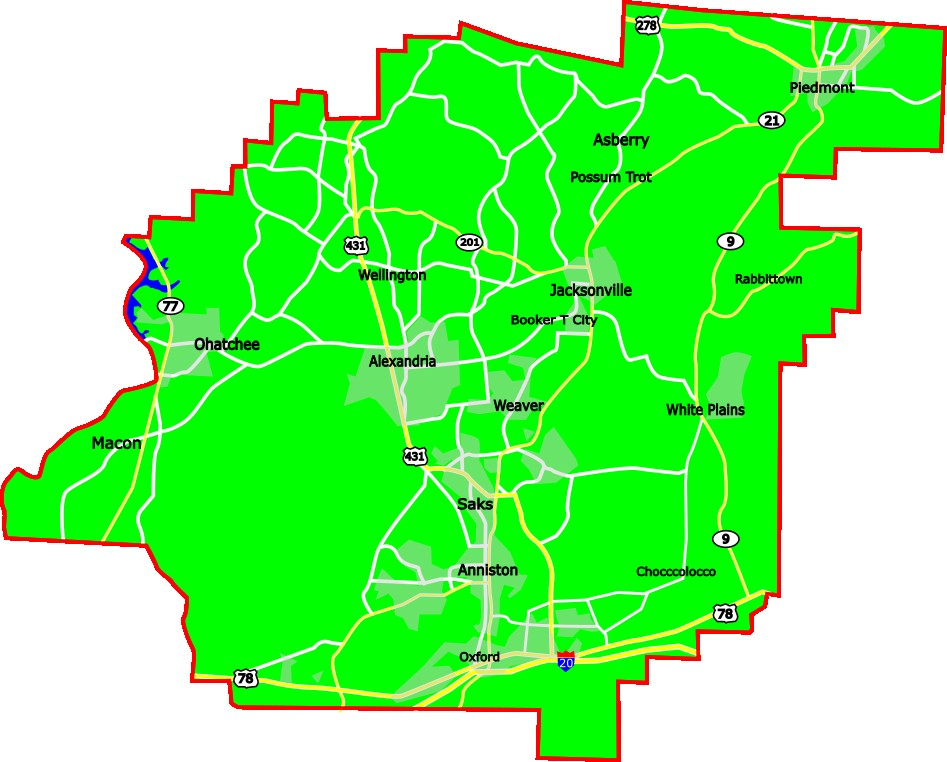
Calhoun megye (Alabama) térképe

Az 1569 négyzetkilométer területű Calhoun megye az állam északkeleti részén fekszik, teljes egészében a Valley and Ridge területén. Calhoun megye egyes részeit  felhasználták Cleburne és Etowah megyék létrehozásakor. A megye keleti és déli szélének egy része a Talladega Nemzeti Erdőben található.
A Coosa folyó a megye nyugati szélén halad, és számos mellékfolyója, köztük a Cane, az Ohatchee és a Choccolocco patakok metszik a területet.  A Coosa folyón 1969-ben az Alabama Power létrehozza a H. Neely Henry Lake-et.  Az US 431 Calhoun megye fő közlekedési útvonala, amely északról délre halad az állam nyugati-középső részén.  A  US 20-as államközi út a megye déli csücskén halad át, az US 78-as út pedig párhuzamos a megye déli határával.  Az Anniston Metropolitan repülőtér a megye egyetlen nyilvános repülőtere.

## Események és érdekes helyek
A megye keleti részén található Talladega Nemzeti Erdő több hektáros hegyi hosszúlevelű fenyőerdőnek ad otthont.  A White Plains közelében található Choccolocco State Forest 4406 hektáron terül el, és túrázást, kerékpározást és kempingezési lehetőségeket kínál.  A 100 mérföldes Pinhoti Trail, a Talladega Nemzeti Erdő egyik legfontosabb úti célja, Piemont városánál kezdődik, Calhoun megye északi részén. A Coldwater Spring, a Coosa folyó mellékfolyója, amely Anniston elsődleges vízforrásaként szolgál.
Anniston belvárosi negyedében számos art deco és klasszikus épület található, köztük a kormányhoz tartozó Kilby House.

 Az Annistonban található Berman Világtörténeti Múzeum 8000 műalkotással büszkélkedhet, az Annistoni Természettudományi Múzeum pedig hét szabadtéri kiállítótermet foglal magában.  A két múzeum együttesen Anniston Museum and Gardens néven fut.
Anniston városa minden évben otthont ad a Knox Concert Series-nek, amely klasszikus és populáris zenei koncerteket ad világhírű előadóktól.  A jacksonville-ben található Dr. J. C. Francis Orvosi Múzeum és Patika. J. C. Francis helyi háziorvos 1850 körüli görögös stilusú irodájában található;  század közepéről származó orvosi és gyógyszerészeti eszközöket mutat be.